# Информационное пространство
Информационное пространство — пространство, в котором создается, перемещается и потребляется информация. Представляет собой совокупность результатов семантической деятельности человечества; «мир имён и названий», сопряженный онтологическому.
Термин имеет выраженную многозначность и используется в физике и философии (в переносном или идеалистическом смысле). Вместе с тем по мнению Сергея Переслегина, данное понятие также получило развитие в пара- и псевдонаучных исследованиях.

## Определение и связь со смежными понятиями
И. А. Добровольская указывает, что в научной среде понятие «информационное пространство» было впервые использовано редактором журнала «Информационные ресурсы России» О. В. Кедровским. Анализ различных источников выявил целый ряд формулировок определения, например:
- совокупность информационных ресурсов и инфраструктур, которые составляют государственные и межгосударственные компьютерные сети, телекоммуникационные системы и сети общего пользования, иные трансграничные каналы передачи информации
- концептуальное пространство, отражающее мировосприятие людей современной эпохи
- пространство, в котором создается, перемещается и потребляется информация
- интегрированные при помощи усовершенствованных в ходе информационной революции коммуникационных систем и способов передачи информации национальные и трансграничные информационные потоки
- исторически сформировавшаяся, обеспеченная правовыми гарантиями и средствами, обеспечивающая наибольшую меру доступности для потребителя форма скоординированных и структурированных, территориально близких и удаленных информационных ресурсов, аккумулирующих результаты коммуникационной деятельности людей.

И. А. Добровольская указывает, что существующие определения даются либо с точки зрения гуманитарного подхода, либо с точки зрения технического подхода. При техническом подходе информационное пространство рассматривается в организационно-техническом аспекте и привязано к каналам распространения данных, тогда как при гуманитарном подходе объекты информационного пространства имеют человеческую природу.
По мнению Сергея Переслегина, «будучи первичным понятием, информационное пространство не может быть строго определено и задается в виде диалектического противопоставления материальному, физическому, предметному пространству».
Помимо информационного пространства существует ряд смежных понятий, таких как «информационная среда», «информационное поле», которые часто употребляются как синонимы, хотя такое употребление оспаривается.